# 松原床杜父魚
松原床杜父魚，為輻鰭魚綱鮋形目杜父魚亞目杜父魚科的其中一種。分布於西北太平洋區日本北海道Funka灣海域，屬底棲魚類，體長可達24公分。

## 扩展阅读
維基物種上的相關：松原床杜父魚